# 姜丰年
姜丰年（1957年10月7日—）台湾企業家、前運動員。現任璞石資本董事長、新浪网共同創辦人，曾任新浪联席董事长、趋势科技总裁。

## 生平
1957年10月7日出生于台湾嘉義縣，就讀高中時加入嘉義高中籃球校隊。就讀大學期間成為職業籃球員加入台灣銀行籃球隊。1981年获國立政治大学外交学系學士。1986年，获得美国德克薩斯大學奧斯汀分校政治经济学硕士。
1988加入連襟張明正與妻子陳怡樺共同創辦之趋势科技擔任總經理。1996年6月創辦华渊资讯並擔任首席执行官，1998年12月华渊生活资讯网与四通利方网合併創辦新浪网，姜曾任副董事長、聯席董事長等管理層職務。2006年3月離開新浪，另成立新傳集團，以網路娛樂為取向，包括了姜豐年喜愛的體育。由於服務內容與新浪有相當的重疊，所以與新浪成為競爭關係。
曾為職業籃球員的姜豐年任職新浪時接手宣布解散的宏國象籃球隊，更名為台北新浪獅隊並轉戰中國CBA。2007年7月將球隊轉手給璞園建設並更名為璞園建築籃球隊。
姜豐年於2017年母校政大90周年校慶宣布，分5年捐贈新台幣4千萬元成立「政大雄鷹」籃球隊。
1. ↑  李靜宜. . 今周刊. 2022-08-17  [2024-03-31]. （原始内容存档于2024-03-31） （中文（臺灣））.